# マーヴィン・コーエン
マーヴィン・ルー・コーエン（Marvin  Lou Cohen, 1935年3月3日 - ）は、アメリカ合衆国の理論物理学者。カリフォルニア大学バークレー校教授。主な業績は固体の電子構造のab initio計算に関する研究。

## 来歴
カナダ・モントリオール生まれ。1957年にカリフォルニア大学バークレー校を卒業後、1964年にシカゴ大学から物理学のPh.D.を取得。ベル研究所で博士研究員となった後、1964年バークレー校助教授となり、1969年から現職。また1965年以来、ローレンス・バークレー国立研究所に在籍してる。2005年アメリカ物理学会会長。

## 受賞歴
- 1979年 - オリバー・E・バックリー凝縮系賞
- 1994年 - リリエンフェルト賞
- 2001年 - アメリカ国家科学賞
- 2003年 - ファインマン賞理論部門
- 2011年 - ディクソン賞科学部門
- 2014年 - フォン・ヒッペル賞
- 2016年 - トムソン・ロイター引用栄誉賞
- 2017年 - ベンジャミン・フランクリン・メダル